# Denholm Elliott
Denholm Mitchell Elliott, CBE (Londra, 31 maggio 1922 – Santa Eulària des Riu, 6 ottobre 1992), è stato un attore britannico.
Candidato all'Oscar come miglior attore non protagonista nel 1987, ha vinto per tre volte consecutive il BAFTA per miglior attore non protagonista, diventando l’unica persona ad aver mai raggiunto questo obiettivo. Il celebre critico cinematografico Roger Ebert lo ha definito “il più affidabile tra tutti i caratteristi britannici” e il New York Times lo ha descritto come un “grande attore capace di rubare la scena”.

## Biografia
Nato nel quartiere londinese di Ealing, Elliott frequentò il Malvern College e, durante la seconda guerra mondiale, si arruolò nella RAF. Nel 1942 il suo bombardiere fu abbattuto in Germania e trascorse il restante periodo della guerra come prigioniero. Nel dopoguerra, debuttò sugli schermi nel film Dear Mr. Prohack (1949). Recitò in Alfie (1966), Soldi ad ogni costo (1974) e interpretò il ruolo del giornalista Bayliss in Dossier confidenziale (1986). Per la televisione, negli anni settanta partecipò a un episodio della serie Attenti a quei due, intitolato Una strana famiglia e fu protagonista nel decennio successivo delle miniserie Blade on the Feather e Gentle Folk, che gli fecero conquistare un British Academy Television Award per il miglior attore.
Negli anni ottanta vinse tre premi BAFTA come miglior attore non protagonista, uno per la commedia Una poltrona per due (1983), nel ruolo di Coleman, il maggiordomo di Louis Winthorpe III (Dan Aykroyd), gli altri due per Pranzo reale (1984) e Dossier confidenziale (1986), oltre ad una candidatura al premio Oscar al miglior attore non protagonista per Camera con vista (1985) di James Ivory. Divenne molto popolare per il ruolo del dottor Marcus Brody in I predatori dell'arca perduta (1981) e in Indiana Jones e l'ultima crociata (1989). Nel 1988 Elliott fu insignito dell'Ordine dell'Impero Britannico per il suo servizio nel campo della recitazione.
Elliott morì il 6 ottobre 1992, all'età di 70 anni, a causa di tubercolosi dovuta all'AIDS.

## Vita privata
Si sposò due volte, la prima nel 1954 con l'attrice britannica Virginia McKenna, e una seconda volta con Susan Robinson, dalla quale ebbe due figli. Venne in seguito rivelato che Elliott era anche bisessuale.

## Filmografia parziale

### Cinema
- Ali del futuro (The Sound Barrier), regia di David Lean (1952)
- The Holly and the Ivy, regia di George More O'Ferrall (1952)
- L'uomo dai cento volti (The Ringer), regia di Guy Hamilton (1952)
- Mare crudele (The Cruel Sea), regia di Charles Frend (1953)
- L'incubo dei Mau Mau (The Heart of the Matter), regia di George More O'Ferrall (1953)
- Operazione commandos (They Who Dare), regia di Lewis Milestone (1954)
- L'uomo che amava le rosse (The Man Who Loved Redheads), regia di Harold French (1955)
- La scogliera della morte (The Night My Number Came Up), regia di Leslie Norman (1955)
- Avamposto Sahara (Station Six-Sahara), regia di Seth Holt (1963)
- Il cadavere in cantina (Nothing But the Best), regia di Clive Donner (1964)
- Il sole scotta a Cipro (The High Bright Sun), regia di Ralph Thomas (1964)
- Qualcuno da odiare (King Rat), regia di Bryan Forbes (1965)
- Alfie, regia di Lewis Gilbert (1966)
- La spia dal naso freddo (The Spy with a Cold Nose), regia di Daniel Petrie (1966)
- Dossier Marocco 7 (Maroc 7), regia di Gerry O'Hara (1967)
- Girando intorno al cespuglio di more (Here We Go Round the Mulberry Bush), regia di Clive Donner (1968)
- Quella notte inventarono lo spogliarello (The Night They Raided Minsky's), regia di William Friedkin (1968)
- Non è più tempo d'eroi (Too Late the Hero), regia di Robert Aldrich (1970)
- Il complesso del trapianto (Percy), regia di Ralph Thomas (1970)
- La casa che grondava sangue (The House that Dripped Blood), regia di Peter Duffell (1970)
- Il caso Trafford (Quest for Love), regia di Ralph Thomas (1971)
- Agente segreto al servizio di madame Sin (Madame Sin), regia di David Greene (1972)
- Casa di bambola (A Doll's House), regia di Patrick Garland (1973)
- Soldi ad ogni costo (The Apprenticeship of Duddy Kravitz), regia di Ted Kotcheff (1974)
- Ma il tuo funziona... o no? (Percy's Progress), regia di Ralph Thomas (1974)
- Roulette russa (Russian Roulette), regia di Lou Lombardo (1975)
- Una figlia per il diavolo (To the Devil a Daughter), regia di Peter Sykes (1976)
- Robin e Marian (Robin and Marian), regia di Richard Lester (1976)
- La nave dei dannati (Voyage of the Damned), regia di Stuart Rosenberg (1976)
- Quell'ultimo ponte (A Bridge Too Far), regia di Richard Attenborough (1977)
- Il cagnaccio dei Baskervilles (The Hound of the Baskervilles), regia di Paul Morrissey (1978)
- L'amante proibita (La petite fille en velours bleu), regia di Alan Bridges (1978)
- La collina dei conigli (Watership Down), regia di Martin Rosen (1978) (voce)
- I ragazzi venuti dal Brasile (The Boys from Brazil), regia di Franklin Schaffner (1978)
- Zulu Dawn, regia di Douglas Hickox (1979)
- Saint Jack, regia di Peter Bogdanovich (1979)
- Il gioco degli avvoltoi (Game for Vultures), regia di James Fargo (1979)
- Cuba, regia di Richard Lester (1979)
- Il lenzuolo viola (Bad Timing), regia di Nicolas Roeg (1980)
- I seduttori della domenica (Les Séducteurs), regia di Bryan Forbes, Édouard Molinaro (1980)
- I predatori dell'arca perduta (Raiders of the Lost Ark), regia di Steven Spielberg (1981)
- Le due facce del male (Brimstone and Treacle), regia di Richard Loncraine (1982)
- Il missionario (The Missionary), regia di Richard Loncraine (1982)
- L'avventuriera perversa (The Wicked Lady), regia di Michael Winner (1983)
- Una poltrona per due (Trading Places), regia di John Landis (1983)
- Il filo del rasoio (The Razor's Edge), regia di John Byrum (1984)
- Pranzo reale (A Private Function), regia di Malcolm Mowbray (1984)
- Camera con vista (A Room with a View), regia di James Ivory (1985)
- Dossier confidenziale (Defence of the Realm), regia di David Drury (1986)
- Maurice, regia di James Ivory (1987)
- Settembre (September), regia di Woody Allen (1987)
- Bangkok Hilton, regia di Ken Cameron (1989)
- Il ritorno dal fiume Kwai (Return from the River Kwai), regia di Andrew V. McLaglen (1989)
- Indiana Jones e l'ultima crociata (Indiana Jones and the Last Crusade), regia di Steven Spielberg (1989)
- Scuola di eroi (Toy Soldiers), regia di Daniel Petrie Jr. (1991)
- Amori di fuoco (Scorchers), regia di David Beaird (1991)
- Rumori fuori scena (Noises Off), regia di Peter Bogdanovich (1992)

### Televisione
- Alfred Hitchcock presenta (Alfred Hitchcock Presents) – serie TV, episodi 3x34-4x21 (1958-1959)
- Attenti a quei due (The Persuaders!) – serie TV, episodio 1x21 (1972)
- Marco Polo, regia di Giuliano Montaldo – miniserie TV, 8 puntate (1982-1983)
- Il mastino di Baskerville (The Hound of the Baskervilles), regia di Douglas Hickox – film TV (1983)
- Bleak House – serie TV (1985)
- Il re di Hong Kong (Noble House) – miniserie TV, 4 puntate (1988)
- Un delitto di classe (A Murder of Quality), regia di Gavin Millar – film TV (1991)

## Riconoscimenti
- Premio Oscar
  - 1987 – Candidatura al miglior attore non protagonista per Camera con vista
- BAFTA
  - 1974 – Candidatura al miglior attore non protagonista per Casa di bambola
  - 1980 – Candidatura al miglior attore non protagonista per Saint Jack
  - 1982 – Candidatura al miglior attore non protagonista per I predatori dell'arca perduta
  - 1984 – Miglior attore non protagonista per Una poltrona per due
  - 1985 – Miglior attore non protagonista per Pranzo reale
  - 1986 – Miglior attore non protagonista per Dossier confidenziale

## Doppiatori italiani
Nelle versioni in italiano delle opere in cui ha recitato, Denholm Elliott è stato doppiato da:
- Gianni Musy in Pranzo reale, Rumori fuori scena
- Luciano De Ambrosis in Maurice, Scuola di eroi
- Corrado Gaipa in Non è più tempo d'eroi, Roulette russa
- Michele Gammino ne La casa che grondava sangue, Attenti a quei due
- Silvio Spaccesi in Camera con vista, Dossier confidenziale
- Gianfranco Bellini ne Il cadavere in cantina
- Roberto Villa ne Il sole scotta a Cipro
- Cesare Barbetti in Alfie
- Carlo Alighiero in Quella notte inventarono lo spogliarello
- Pino Locchi in Una figlia per il diavolo
- Vittorio Congia in Robin e Marian
- Diego Michelotti in Quell'ultimo ponte
- Franco Odoardi ne I ragazzi venuti dal Brasile
- Sergio Rossi ne I predatori dell'arca perduta
- Luca Ernesto Mellina ne Il missionario
- Sergio Fiorentini in Marco Polo
- Oreste Rizzini in L'avventuriera perversa
- Paolo Buglioni in Una poltrona per due
- Renato Mori ne Il filo del rasoio
- Omero Antonutti in Settembre
- Sergio Tedesco in Indiana Jones e l'ultima crociata
- Rodolfo Bianchi ne I predatori dell'arca perduta (ridoppiaggio)

Come doppiatore, è sostituito da:
- Gianni Marzocchi ne La collina dei conigli